# 中村孝明
中村 孝明（なかむら こうめい、1947年（昭和22年）11月24日 - ）は、長崎県島原市出身の料理人である。

## 人物
- 高校卒業後、長崎県内の旅館で料理の世界に入り、5年後大阪のホテルで料理の修業を始め、いくつかのホテルを経て、1978年（昭和53年）になだ万に入社した。
- なだ万時代には、調理長としてホテルニューオータニ店（帰国後3年間再び務めていた）、9年間シンガポールのホテルシャングリラ店を務め、1996年（平成8年）にはフジテレビ「料理の鉄人」の2代目「和の鉄人」を担当、1999年（平成11年）に調理本部部長兼理事料理研究室室長を最後に退社した。
- 退社後、2004年（平成16年）まで「創作和食レストラン中村孝明」および「Little Koumei（リトル・コウメイ）」国内計5店を開業し、現在に至る。

## テレビ出演
- 料理の鉄人（フジテレビ）
- はなまるマーケット（TBS）
- レディス4（テレビ東京）
- ぐるぐるナインティナイン（日本テレビ）